# Château de Neercanne
Le Château de Neercanne (connu aussi comme Agimont ou château Neercanne) est un manoir seigneurial situé juste au nord du village de Canne, sur la route de Maastricht, ville des Pays-Bas à laquelle il est administrativement rattaché. Le village de Canne est en Belgique (commune de Riemst) mais on traverse la frontière néerlandaise pour arriver au château. Datant du XVIIe siècle le château accueille aujourd'hui un restaurant étoilé par le Guide Michelin depuis 1957.

## Histoire
Des traces d'activités humaines furent relevées sur le site, qui remontent à la période romaine. Les galeries souterraines, créées pour l'extraction de la marne (matériau utilisé pour la construction) existent toujours. Elles sont aujourd'hui utilisées comme la cave à vin de Neercanne.
En 1465, le château fut détruit par les gens de Liège durant la Guerre de Liège. Les dépendances et la tour d'angle visible au premier plan furent construites en 1611, dans le style mosan.
Le bâtiment principal fut construit en 1698 par le général-baron Daniel Wolf van Dopff, seigneur de Neercanne, à cette époque 'gouverneur militaire de Maastricht'. Tous les bâtiments actuels sont construits à partir de marne.
En 1757, la seigneurie passa à Jean-Charles de Grady de Croenendael, et, en 1761, le baron de Cler et son épouse Marie-Agnès de Coenen achetèrent la seigneurie. Marie-Agnès de Cler instituait le chevalier Ignace de Thier comme son légataire en 1791. Après l'indépendance de la Belgique (1830) - et sur la demande expresse du chevalier de Thier - le domaine fut séparé du village de Canne (en Belgique) et resta attaché à la couronne hollandaise après 1831. Sa petite-fille Charlotte-Adelaide de Thier en hérita et se maria en 1868 avec Oswald Poswick, fils du général Henri Poswick, commandant de la province de Liège.

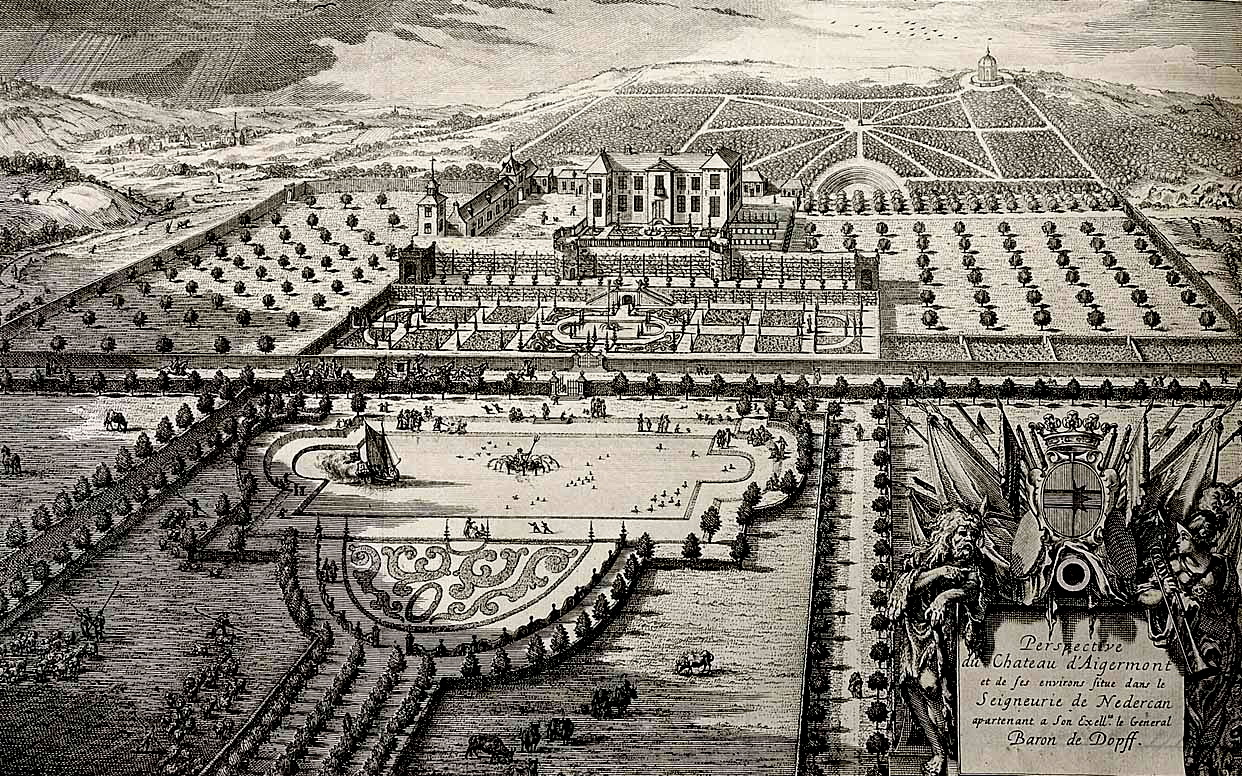
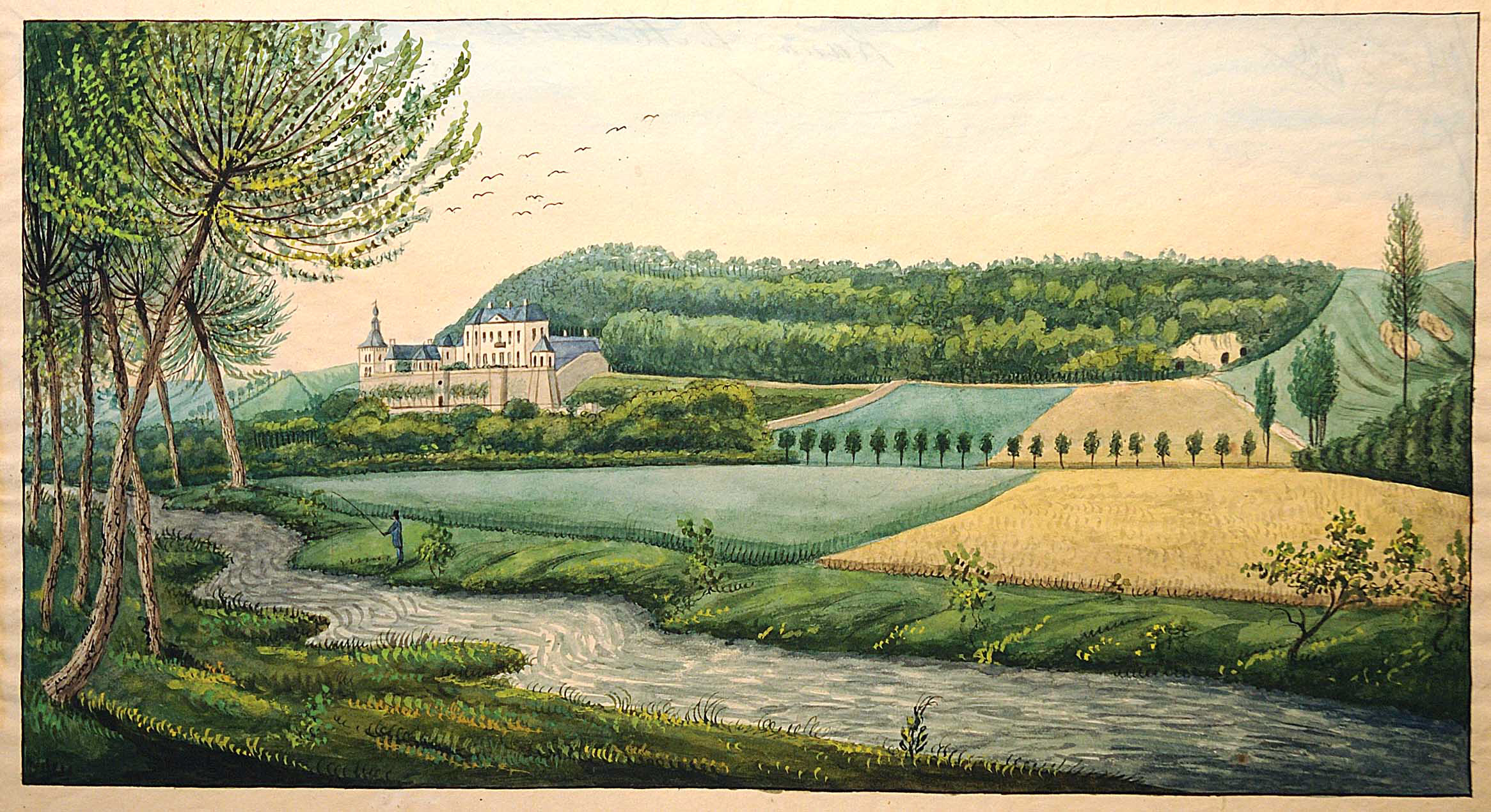
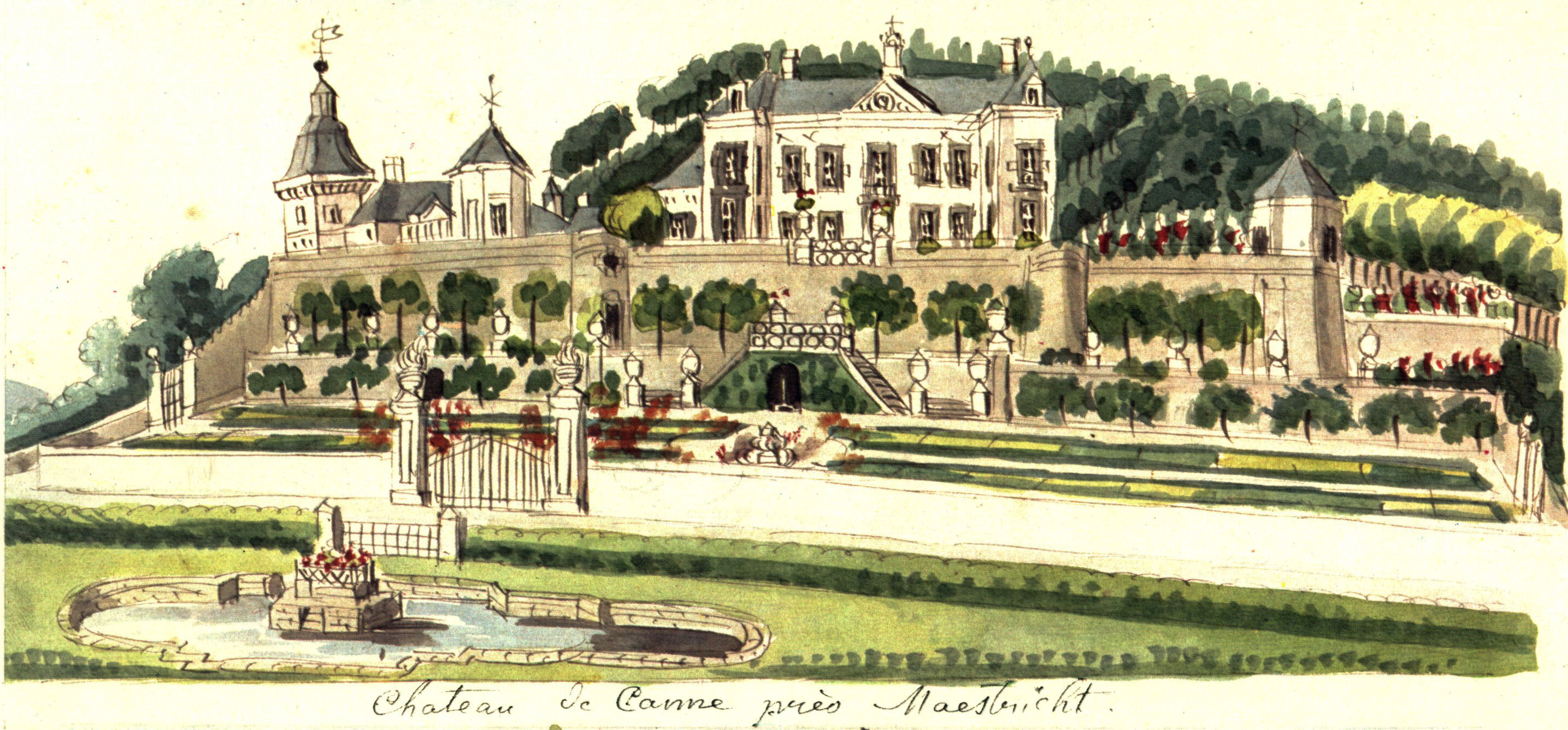

Dans la vallée en face du château coule la rivière Geer et est un jardin baroque, reconstruit à la conception originale.

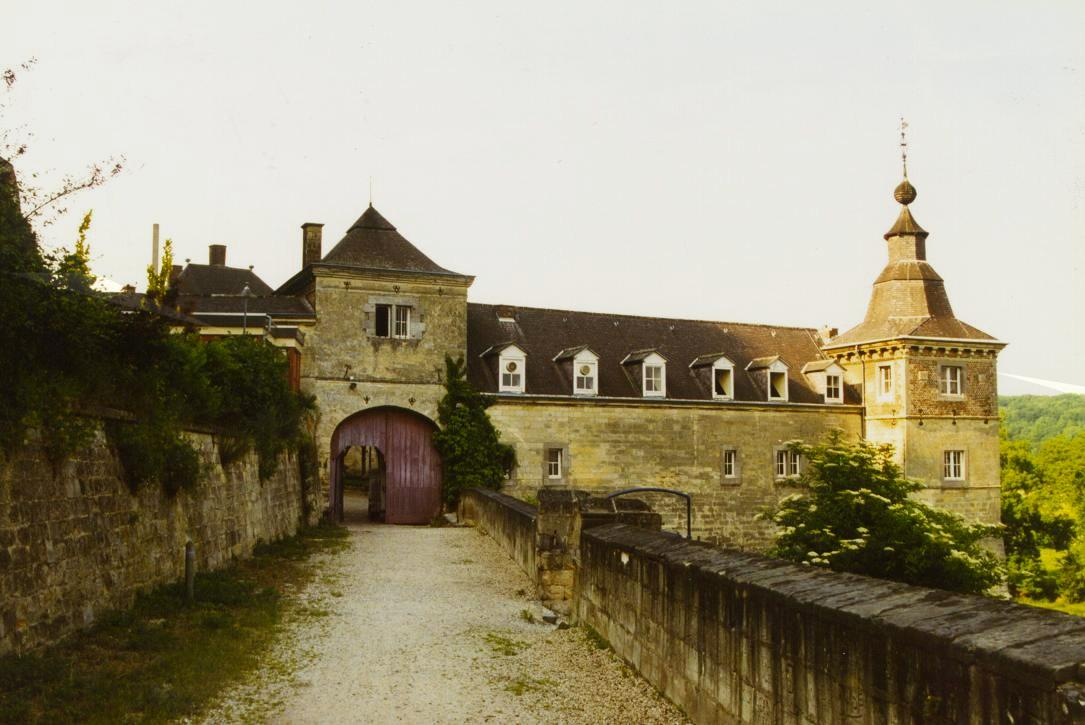
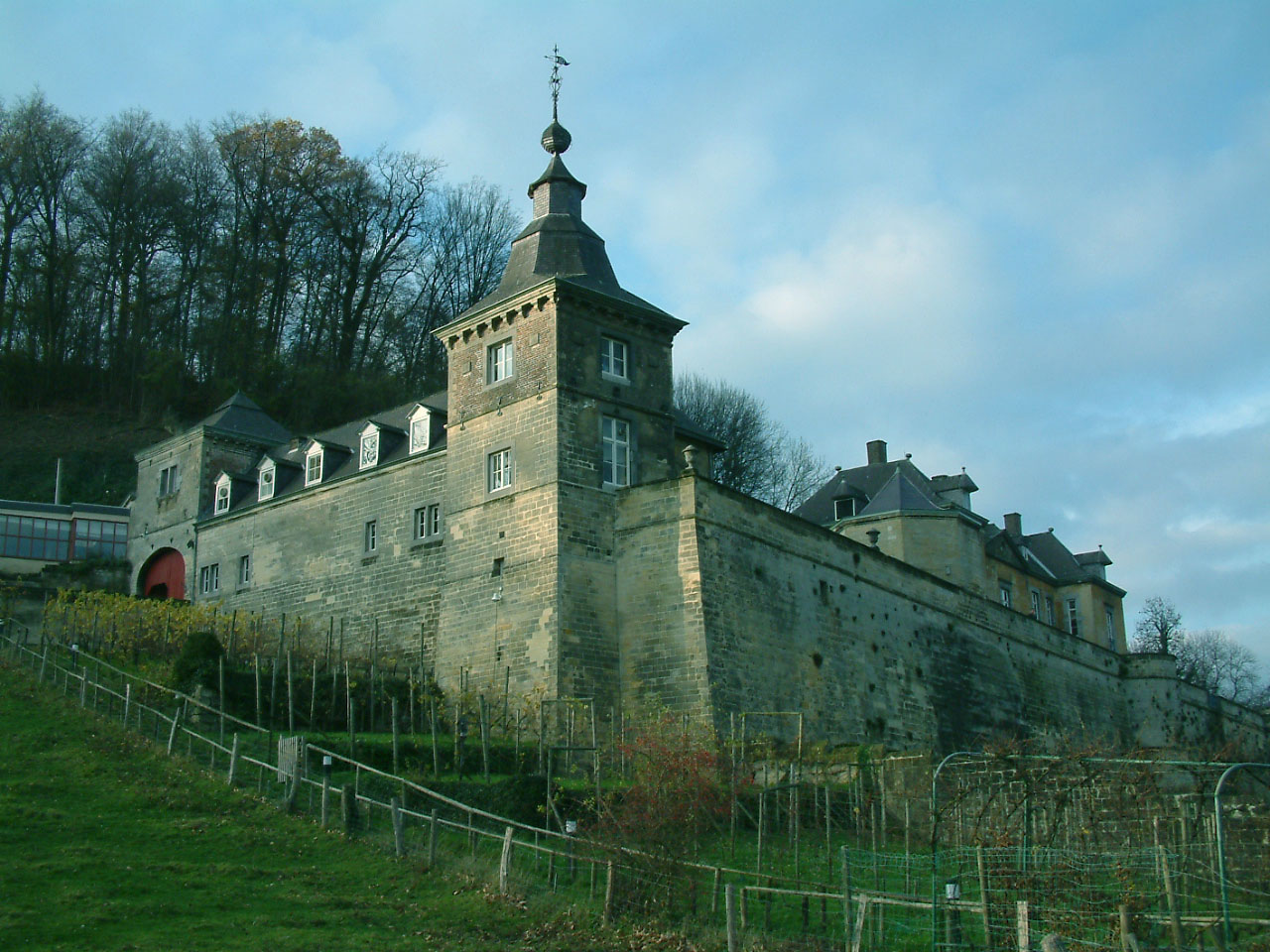
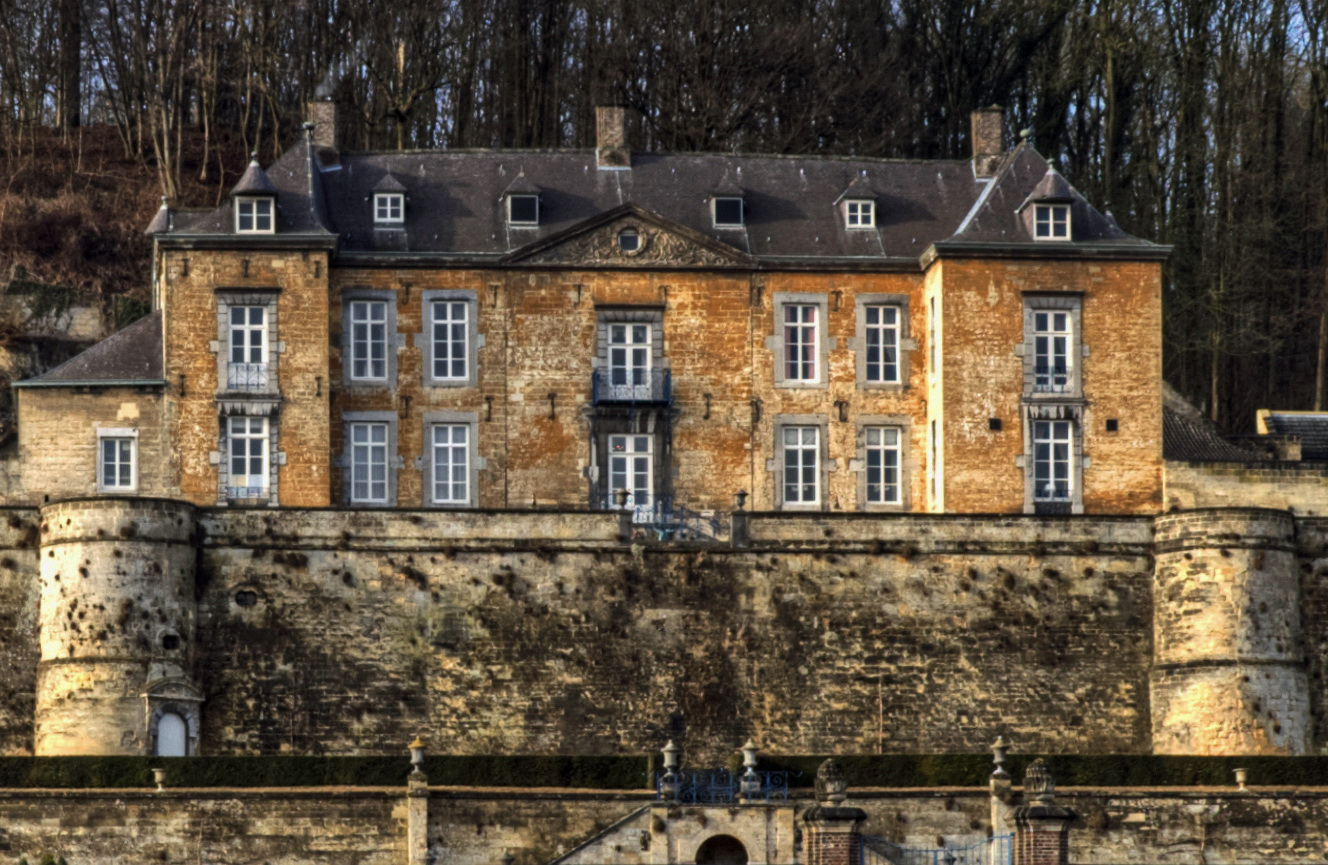
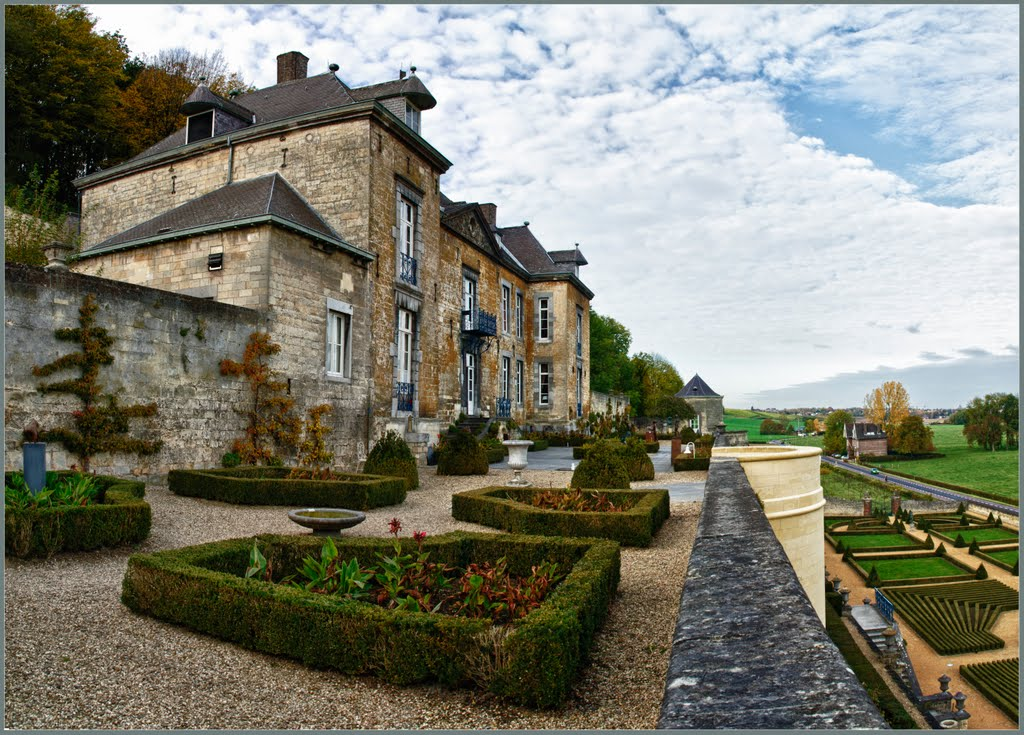
Vue du château Neercanne